# Borne d'appel
 (juin 2017).
Si vous disposez d'ouvrages ou d'articles de référence ou si vous connaissez des sites web de qualité traitant du thème abordé ici, merci de compléter l'article en donnant les références utiles à sa vérifiabilité et en les liant à la section « Notes et références ».
Une borne d'appel est un dispositif d'appel situé notamment sur les autoroutes (disposées tous les 2 km en France), sur les voies rapides et sur certaines nationales, et sur certains quais de gare. Les bornes d'appel sont des moyens fiables et permettent de localiser facilement l'appel, ce qui est critique notamment sur la route où l'on ne sait pas toujours se situer. Elles sont donc à préférer aux téléphones portables[réf. nécessaire]. La localisation mobile avancée permet aux services de secours de localiser l'appel de façon précise.
Toutefois, en 2017, en France, avec le développement de la téléphonie mobile et de l'eCall et les contraintes économiques liées à l'entretien de la voirie, les bornes d'appel disparaissent peu à peu.
En Belgique, celles de la Flandre ont toutes été retirées en 2017, le 112 peut être appelé avec son téléphone mobile en absence d'eCall. Les bornes de la Wallonie ont été désactivées en 2021, une application dédiée a été créée pour les remplacer en absence d'eCall, sinon le 112 peut également être appelé.

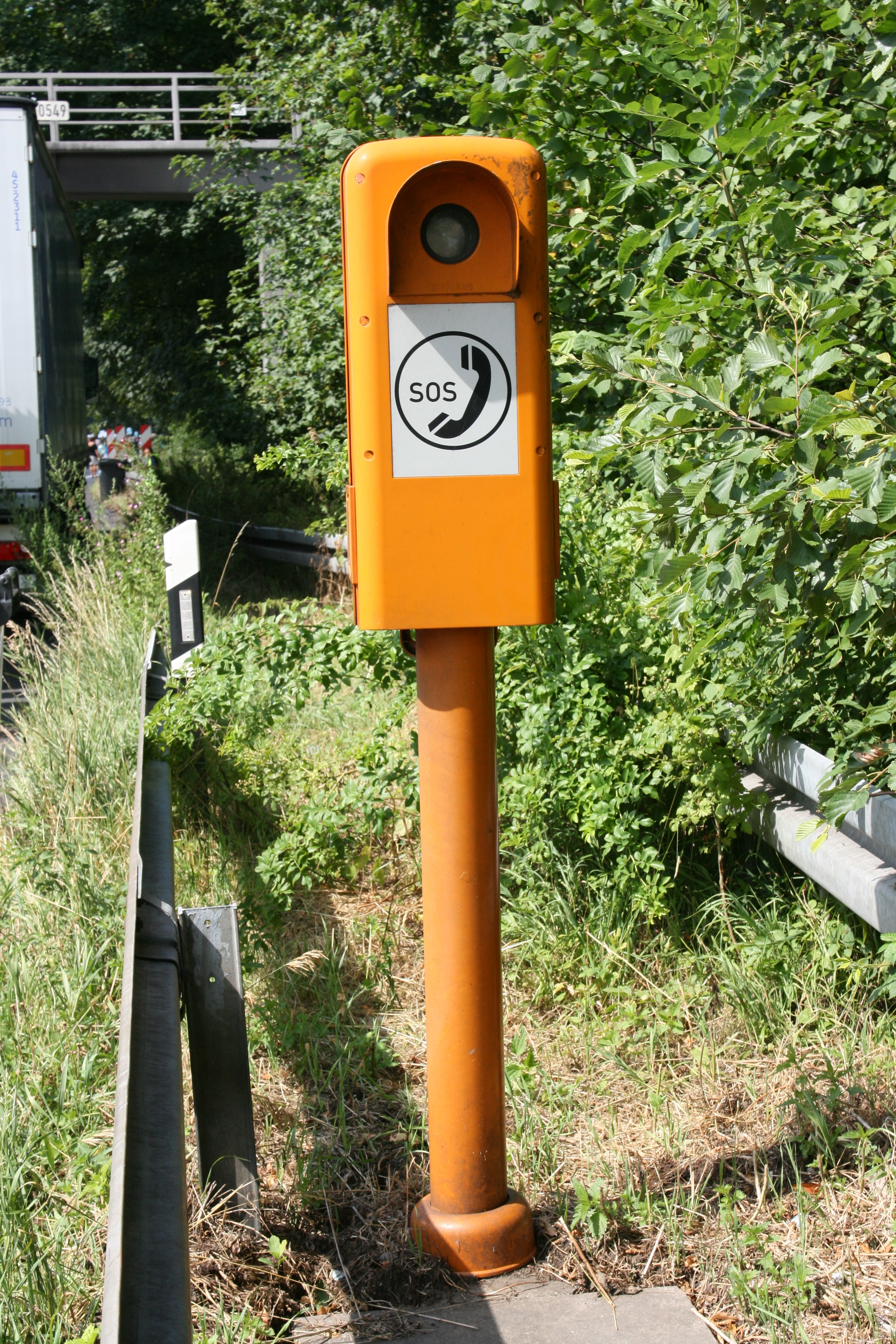
Borne d'appel à Mülheim an der Ruhr, Bundesautobahn 40, Allemagne.
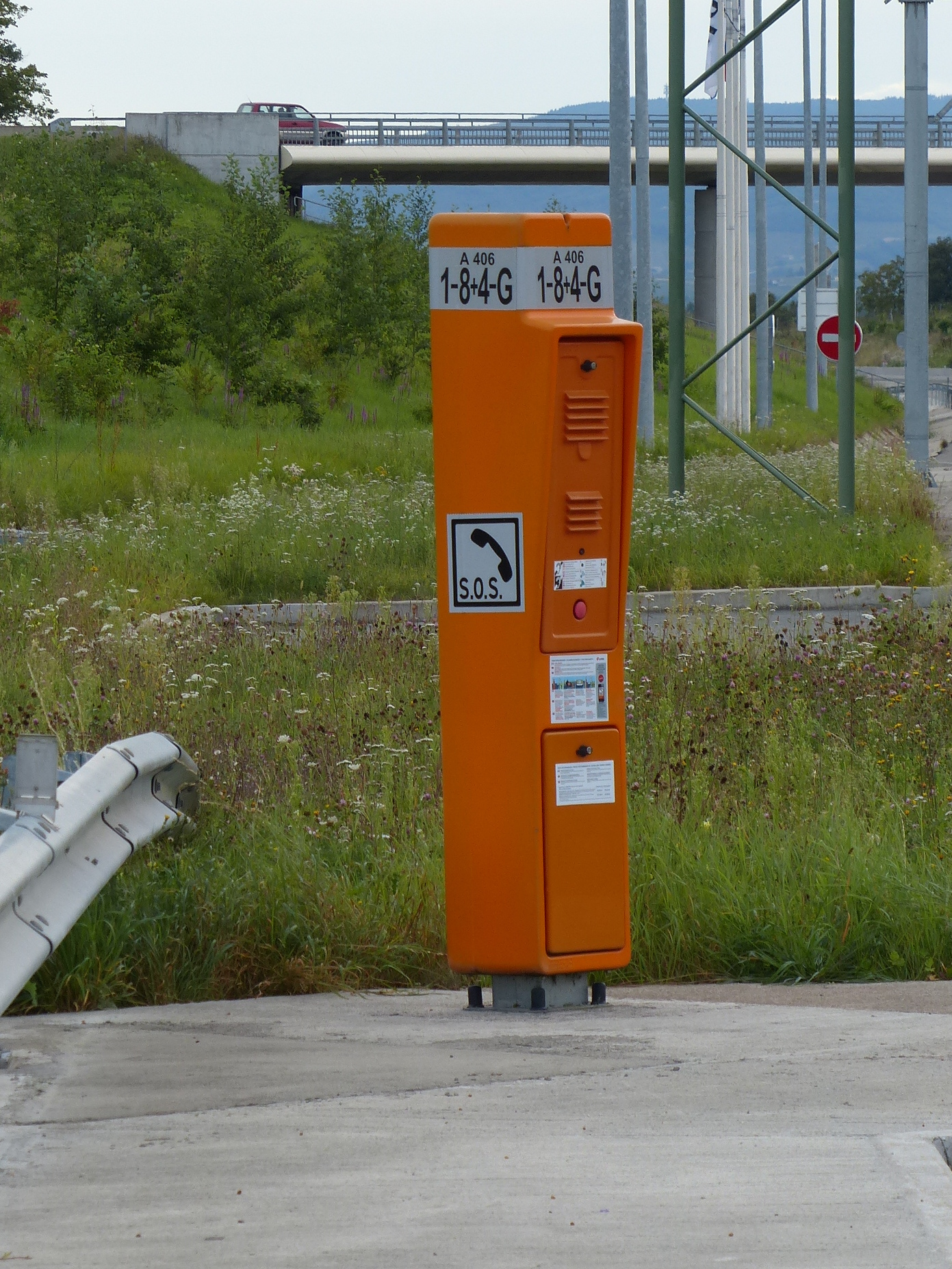
Borne d'appel au bord de l'autoroute française A406.
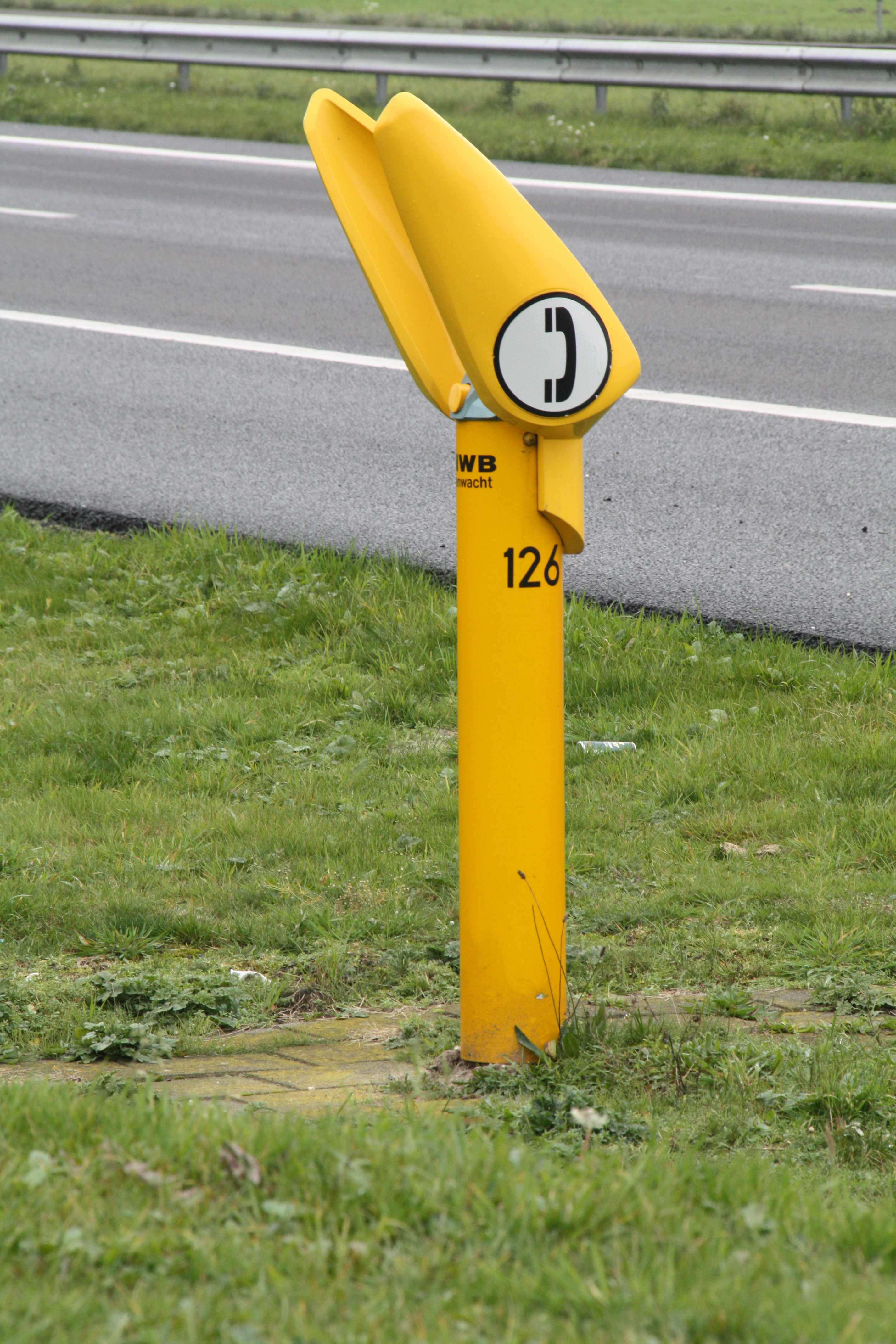
Borne d'appel aux Pays-Bas.
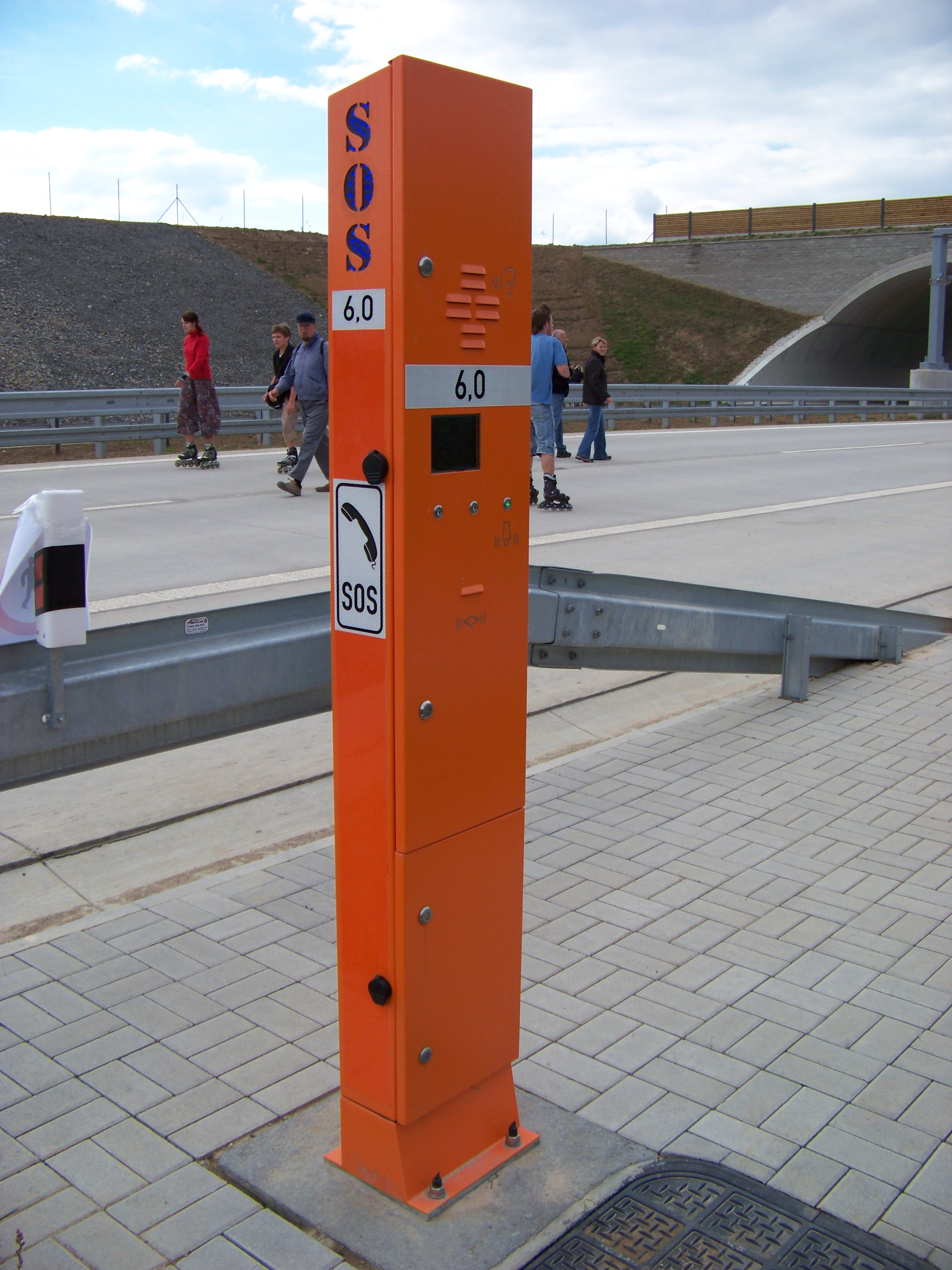
Borne d’appel d’urgence à Prague, République tchèque.